# 7e étape du Tour d'Espagne 2019
Pour un article plus général, voir Tour d'Espagne 2019.
La 7e étape du Tour d'Espagne 2019 se déroule le vendredi 30 août 2019, sous la forme d'une étape de plaine, entre Onda et Valderrobres, sur une distance de 182,4 km.

## Résultats

### Classement de l'étape
| \| Classement de l'étape \| Classement de l'étape \| Classement de l'étape \| Classement de l'étape \| Classement de l'étape \| \| Coureur \| Coureur \| Pays \| Équipe \| Temps \| \| --------------------- \| ---------------------------- \| --------------------- \| ----------------------------- \| --------------------- \| \| 1er \| Alejandro Valverde \| Espagne \| Movistar Team \| 4 h 34 min 11 s \| \| 2e \| Primož Roglič \| Slovénie \| Team Jumbo-Visma \| + 0 s \| \| 3e \| Miguel Ángel López \| Colombie \| Astana \| + 6 s \| \| 4e \| Nairo Quintana \| Colombie \| Movistar Team \| + 6 s \| \| 5e \| Rafał Majka \| Pologne \| Bora-Hansgrohe \| + 42 s \| \| 6e \| Ion Izagirre \| Espagne \| Astana \| + 48 s \| \| 7e \| Tadej Pogačar \| Slovénie \| UAE Team Emirates \| + 51 s \| \| 8e \| Fabio Aru \| Italie \| UAE Team Emirates \| + 51 s \| \| 9e \| George Bennett \| Nouvelle-Zélande \| Team Jumbo-Visma \| + 1 min 07 s \| \| 10e \| Óscar Rodríguez Garaicoechea \| Espagne \| Euskadi Basque Country-Murias \| + 1 min 20 s \| |                              |                  |                               |                 |
| |                              |                  |                               |                 |
| Source : ProCyclingStats |                              |                  |                               |                 |
| Classement de l'étape |                              |                  |                               |                 |
| Coureur | Coureur                      | Pays             | Équipe                        | Temps           |
| 1er | Alejandro Valverde           | Espagne          | Movistar Team                 | 4 h 34 min 11 s |
| 2e | Primož Roglič                | Slovénie         | Team Jumbo-Visma              | + 0 s           |
| 3e | Miguel Ángel López           | Colombie         | Astana                        | + 6 s           |
| 4e | Nairo Quintana               | Colombie         | Movistar Team                 | + 6 s           |
| 5e | Rafał Majka                  | Pologne          | Bora-Hansgrohe                | + 42 s          |
| 6e | Ion Izagirre                 | Espagne          | Astana                        | + 48 s          |
| 7e | Tadej Pogačar                | Slovénie         | UAE Team Emirates             | + 51 s          |
| 8e | Fabio Aru                    | Italie           | UAE Team Emirates             | + 51 s          |
| 9e | George Bennett               | Nouvelle-Zélande | Team Jumbo-Visma              | + 1 min 07 s    |
| 10e | Óscar Rodríguez Garaicoechea | Espagne          | Euskadi Basque Country-Murias | + 1 min 20 s    |

## Classements à l'issue de l'étape

### Classement général
| \| Classement général \| Classement général \| Classement général \| Classement général \| Classement général \| \| Coureur \| Coureur \| Pays \| Équipe \| Temps \| \| ------------------ \| ------------------ \| ------------------ \| ------------------ \| ------------------ \| \| 1er \| Miguel Ángel López \| Colombie \| Astana \| 28 h 19 min 13 s \| \| 2e \| Primož Roglič \| Slovénie \| Team Jumbo-Visma \| + 6 s \| \| 3e \| Alejandro Valverde \| Espagne \| Movistar Team \| + 16 s \| \| 4e \| Nairo Quintana \| Colombie \| Movistar Team \| + 27 s \| \| 5e \| Rafał Majka \| Pologne \| Bora-Hansgrohe \| + 1 min 58 s \| \| 6e \| Tadej Pogačar \| Slovénie \| UAE Team Emirates \| + 2 min 36 s \| \| 7e \| Esteban Chaves \| Colombie \| Mitchelton-Scott \| + 2 min 52 s \| \| 8e \| George Bennett \| Nouvelle-Zélande \| Team Jumbo-Visma \| + 3 min 34 s \| \| 9e \| Wilco Kelderman \| Pays-Bas \| Team Sunweb \| + 3 min 36 s \| \| 10e \| Fabio Aru \| Italie \| UAE Team Emirates \| + 3 min 36 s \| |                    |                  |                   |                  |
| |                    |                  |                   |                  |
| Source : ProCyclingStats |                    |                  |                   |                  |
| Classement général |                    |                  |                   |                  |
| Coureur | Coureur            | Pays             | Équipe            | Temps            |
| 1er | Miguel Ángel López | Colombie         | Astana            | 28 h 19 min 13 s |
| 2e | Primož Roglič      | Slovénie         | Team Jumbo-Visma  | + 6 s            |
| 3e | Alejandro Valverde | Espagne          | Movistar Team     | + 16 s           |
| 4e | Nairo Quintana     | Colombie         | Movistar Team     | + 27 s           |
| 5e | Rafał Majka        | Pologne          | Bora-Hansgrohe    | + 1 min 58 s     |
| 6e | Tadej Pogačar      | Slovénie         | UAE Team Emirates | + 2 min 36 s     |
| 7e | Esteban Chaves     | Colombie         | Mitchelton-Scott  | + 2 min 52 s     |
| 8e | George Bennett     | Nouvelle-Zélande | Team Jumbo-Visma  | + 3 min 34 s     |
| 9e | Wilco Kelderman    | Pays-Bas         | Team Sunweb       | + 3 min 36 s     |
| 10e | Fabio Aru          | Italie           | UAE Team Emirates | + 3 min 36 s     |

| Classement par points | Classement par points | Classement par points | Classement par points      | Classement par points |
| Coureur               | Coureur               | Pays                  | Équipe                     | Points                |
| --------------------- | --------------------- | --------------------- | -------------------------- | --------------------- |
| 1er                   | Nairo Quintana        | Colombie              | Movistar Team              | 50 pts                |
| 2e                    | Primož Roglič         | Slovénie              | Team Jumbo-Visma           | 48 pts                |
| 3e                    | Sam Bennett           | Irlande               | Bora-Hansgrohe             | 45 pts                |
| 4e                    | Alejandro Valverde    | Espagne               | Movistar Team              | 44 pts                |
| 5e                    | Fabio Jakobsen        | Pays-Bas              | Deceuninck-Quick Step      | 34 pts                |
| 6e                    | Miguel Ángel López    | Colombie              | Astana                     | 33 pts                |
| 7e                    | Tadej Pogačar         | Slovénie              | UAE Team Emirates          | 31 pts                |
| 8e                    | Jesús Herrada         | Espagne               | Cofidis, Solutions Crédits | 25 pts                |
| 9e                    | Luka Mezgec           | Slovénie              | Mitchelton-Scott           | 25 pts                |
| 10e                   | Jetse Bol             | Pays-Bas              | Burgos-BH                  | 24 pts                |

| Classement par points | Classement par points | Classement par points | Classement par points      | Classement par points |
| Coureur               | Coureur               | Pays                  | Équipe                     | Points                |
| --------------------- | --------------------- | --------------------- | -------------------------- | --------------------- |
| 1er                   | Nairo Quintana        | Colombie              | Movistar Team              | 50 pts                |
| 2e                    | Primož Roglič         | Slovénie              | Team Jumbo-Visma           | 48 pts                |
| 3e                    | Sam Bennett           | Irlande               | Bora-Hansgrohe             | 45 pts                |
| 4e                    | Alejandro Valverde    | Espagne               | Movistar Team              | 44 pts                |
| 5e                    | Fabio Jakobsen        | Pays-Bas              | Deceuninck-Quick Step      | 34 pts                |
| 6e                    | Miguel Ángel López    | Colombie              | Astana                     | 33 pts                |
| 7e                    | Tadej Pogačar         | Slovénie              | UAE Team Emirates          | 31 pts                |
| 8e                    | Jesús Herrada         | Espagne               | Cofidis, Solutions Crédits | 25 pts                |
| 9e                    | Luka Mezgec           | Slovénie              | Mitchelton-Scott           | 25 pts                |
| 10e                   | Jetse Bol             | Pays-Bas              | Burgos-BH                  | 24 pts                |

| Classement de la montagne | Classement de la montagne | Classement de la montagne | Classement de la montagne  | Classement de la montagne |
| Coureur                   | Coureur                   | Pays                      | Équipe                     | Points                    |
| ------------------------- | ------------------------- | ------------------------- | -------------------------- | ------------------------- |
| 1er                       | Ángel Madrazo             | Espagne                   | Burgos-BH                  | 29 pts                    |
| 2e                        | Jetse Bol                 | Pays-Bas                  | Burgos-BH                  | 11 pts                    |
| 3e                        | Wout Poels                | Pays-Bas                  | Team Ineos                 | 8 pts                     |
| 4e                        | Alejandro Valverde        | Espagne                   | Movistar Team              | 6 pts                     |
| 5e                        | José Herrada              | Espagne                   | Cofidis, Solutions Crédits | 6 pts                     |
| 6e                        | Jesús Herrada             | Espagne                   | Cofidis, Solutions Crédits | 5 pts                     |
| 7e                        | Sander Armée              | Belgique                  | Lotto-Soudal               | 4 pts                     |
| 8e                        | Tsgabu Grmay              | Éthiopie                  | Mitchelton-Scott           | 3 pts                     |
| 9e                        | Jelle Wallays             | Belgique                  | Lotto-Soudal               | 3 pts                     |
| 10e                       | Pierre Latour             | France                    | AG2R La Mondiale           | 3 pts                     |

| Classement de la montagne | Classement de la montagne | Classement de la montagne | Classement de la montagne  | Classement de la montagne |
| Coureur                   | Coureur                   | Pays                      | Équipe                     | Points                    |
| ------------------------- | ------------------------- | ------------------------- | -------------------------- | ------------------------- |
| 1er                       | Ángel Madrazo             | Espagne                   | Burgos-BH                  | 29 pts                    |
| 2e                        | Jetse Bol                 | Pays-Bas                  | Burgos-BH                  | 11 pts                    |
| 3e                        | Wout Poels                | Pays-Bas                  | Team Ineos                 | 8 pts                     |
| 4e                        | Alejandro Valverde        | Espagne                   | Movistar Team              | 6 pts                     |
| 5e                        | José Herrada              | Espagne                   | Cofidis, Solutions Crédits | 6 pts                     |
| 6e                        | Jesús Herrada             | Espagne                   | Cofidis, Solutions Crédits | 5 pts                     |
| 7e                        | Sander Armée              | Belgique                  | Lotto-Soudal               | 4 pts                     |
| 8e                        | Tsgabu Grmay              | Éthiopie                  | Mitchelton-Scott           | 3 pts                     |
| 9e                        | Jelle Wallays             | Belgique                  | Lotto-Soudal               | 3 pts                     |
| 10e                       | Pierre Latour             | France                    | AG2R La Mondiale           | 3 pts                     |

| Classement du meilleur jeune | Classement du meilleur jeune | Classement du meilleur jeune | Classement du meilleur jeune  | Classement du meilleur jeune |
| Coureur                      | Coureur                      | Pays                         | Équipe                        | Temps                        |
| ---------------------------- | ---------------------------- | ---------------------------- | ----------------------------- | ---------------------------- |
| 1er                          | Miguel Ángel López           | Colombie                     | Astana                        | 23 h 45 min 00 s             |
| 2e                           | Tadej Pogačar                | Slovénie                     | UAE Team Emirates             | + 1 min 47 s                 |
| 3e                           | Sergio Higuita               | Colombie                     | EF Education First            | + 2 min 46 s                 |
| 4e                           | Óscar Rodríguez Garaicoechea | Espagne                      | Euskadi Basque Country-Murias | + 3 min 37 s                 |
| 5e                           | Ruben Guerreiro              | Portugal                     | Katusha-Alpecin               | + 3 min 38 s                 |
| 6e                           | Daniel Martínez              | Colombie                     | EF Education First            | + 3 min 49 s                 |
| 7e                           | Cristian Rodríguez           | Espagne                      | Caja Rural-Seguros RGA        | + 4 min 34 s                 |
| 8e                           | James Knox                   | Royaume-Uni                  | Deceuninck-Quick Step         | + 5 min 24 s                 |
| 9e                           | Mark Padun                   | Ukraine                      | Bahrain-Merida                | + 5 min 57 s                 |
| 10e                          | Niklas Eg                    | Danemark                     | Trek-Segafredo                | + 7 min 57 s                 |

| Classement du meilleur jeune | Classement du meilleur jeune | Classement du meilleur jeune | Classement du meilleur jeune  | Classement du meilleur jeune |
| Coureur                      | Coureur                      | Pays                         | Équipe                        | Temps                        |
| ---------------------------- | ---------------------------- | ---------------------------- | ----------------------------- | ---------------------------- |
| 1er                          | Miguel Ángel López           | Colombie                     | Astana                        | 23 h 45 min 00 s             |
| 2e                           | Tadej Pogačar                | Slovénie                     | UAE Team Emirates             | + 1 min 47 s                 |
| 3e                           | Sergio Higuita               | Colombie                     | EF Education First            | + 2 min 46 s                 |
| 4e                           | Óscar Rodríguez Garaicoechea | Espagne                      | Euskadi Basque Country-Murias | + 3 min 37 s                 |
| 5e                           | Ruben Guerreiro              | Portugal                     | Katusha-Alpecin               | + 3 min 38 s                 |
| 6e                           | Daniel Martínez              | Colombie                     | EF Education First            | + 3 min 49 s                 |
| 7e                           | Cristian Rodríguez           | Espagne                      | Caja Rural-Seguros RGA        | + 4 min 34 s                 |
| 8e                           | James Knox                   | Royaume-Uni                  | Deceuninck-Quick Step         | + 5 min 24 s                 |
| 9e                           | Mark Padun                   | Ukraine                      | Bahrain-Merida                | + 5 min 57 s                 |
| 10e                          | Niklas Eg                    | Danemark                     | Trek-Segafredo                | + 7 min 57 s                 |

| Classement par équipes | Classement par équipes | Classement par équipes | Classement par équipes |
| Équipe                 | Équipe                 | Pays                   | Temps                  |
| ---------------------- | ---------------------- | ---------------------- | ---------------------- |
| 1re                    | Movistar Team          | Espagne                | 70 h 43 min 49 s       |
| 2e                     | Team Jumbo-Visma       | Pays-Bas               | + 15 s                 |
| 3e                     | AG2R La Mondiale       | France                 | + 9 min 56 s           |
| 4e                     | Bahrain-Merida         | Bahreïn                | + 10 min 25 s          |
| 5e                     | Mitchelton-Scott       | Australie              | + 10 min 56 s          |
| 6e                     | Trek-Segafredo         | États-Unis             | + 12 min 20 s          |
| 7e                     | Astana                 | Kazakhstan             | + 13 min 35 s          |
| 8e                     | Team Sunweb            | Allemagne              | + 14 min 02 s          |
| 9e                     | UAE Team Emirates      | Émirats arabes unis    | + 15 min 01 s          |
| 10e                    | EF Education First     | États-Unis             | + 15 min 56 s          |

| Classement par équipes | Classement par équipes | Classement par équipes | Classement par équipes |
| Équipe                 | Équipe                 | Pays                   | Temps                  |
| ---------------------- | ---------------------- | ---------------------- | ---------------------- |
| 1re                    | Movistar Team          | Espagne                | 70 h 43 min 49 s       |
| 2e                     | Team Jumbo-Visma       | Pays-Bas               | + 15 s                 |
| 3e                     | AG2R La Mondiale       | France                 | + 9 min 56 s           |
| 4e                     | Bahrain-Merida         | Bahreïn                | + 10 min 25 s          |
| 5e                     | Mitchelton-Scott       | Australie              | + 10 min 56 s          |
| 6e                     | Trek-Segafredo         | États-Unis             | + 12 min 20 s          |
| 7e                     | Astana                 | Kazakhstan             | + 13 min 35 s          |
| 8e                     | Team Sunweb            | Allemagne              | + 14 min 02 s          |
| 9e                     | UAE Team Emirates      | Émirats arabes unis    | + 15 min 01 s          |
| 10e                    | EF Education First     | États-Unis             | + 15 min 56 s          |